# Kaplica cmentarna Miłkowskich w Gorlicach
Kaplica cmentarna Miłkowskich w Gorlicach – budowla na cmentarzu parafialnym w Gorlicach, w powiecie gorlickim w województwie małopolskim. Kaplica została wpisana do rejestru zabytków nieruchomych województwa małopolskiego jako część cmentarza parafialnego.

## Historia
Kaplica została wybudowana w 1907 roku, na zlecenie hrabiego Edwarda Miłkowskiego po śmierci żony Magdaleny z Trzecieskich w 1906 roku. Autorem projektu był architekt Jan Sas-Zubrzycki. W 1912 roku w kaplicy został pochowany hrabia Edward Miłkowski. W tym samym roku spoczęła tam także Maria z Miłkowskich hrabina Lebowska. Właścicielką pobliskiego majątku w Jedliczach była Zofia z Miłkowskich, hrabina Stawiarska. Kaplica w Gorlicach stała się także miejscem spoczynku przedstawicieli tej rodziny. Na elewacji kaplicy widnieją tablice epitafijne zawierające nazwiska takie jak: Krasiccy, Dzieduszyccy, Zdziechowscy. W kaplicy znaleźli miejsce spoczynku także ludzie, którzy nie byli związani z rodziną np. Maria Wanda Karśnicka z Karszewa, ksiądz prałat Bronisław Świeykowski, jego mama. W 1999 roku pochowano tu dziennikarza, scenarzystę filmowego Macieja Krasickiego. Na murze kaplicy znajdują się także tablice upamiętniające śmierć kilku osób, które zginęły w obozie zagłady w Oświęcimiu.

## Opis architektoniczny
Budowla położona jest na głównej osi cmentarza z wejściem od południowego wschodu.

Jest obiektem murowanym, w stylu neogotyckim. Ściany z czerwonej cegły posadowiono na wysokim fundamencie i cokole z nieregularnie ciosanego granitu polnego.

Kaplica wybudowana została na planie sześciokąta. Wejście poprzedzone schodami znajduje się w prostopadłościennym aneksie, który flankowany jest dwiema romańskimi kolumnami. Nad aneksem umieszczony jest neogotycki szczyt z małą dzwonnicą. Powyżej wejścia widnieją dwie tarcze herbowe oraz napis Grób rodziny Miłkowskich. Boczne elewacje wzmocnione są skośnymi, kamiennymi szkarpami. Wnętrze kaplicy jest doświetlone gotyckimi oknami z kamiennym obramieniem. Budowla przykryta jest stromym dachem sześciokątnym, wspartym na kamiennym gzymsie, z leżącą rynną. Pod kaplicą umieszczona jest krypta. Tablice osób pochowanych w podziemiach kaplicy umieszczone są w tylnej elewacji.

W latach 2020–2021 kaplica poddana została renowacji.